# Osówka (powiat sierpecki)
Osówka – wieś w Polsce położona w województwie mazowieckim, w powiecie sierpeckim, w gminie Sierpc. Ma status sołectwa.

## Historia
Wieś istniejąca już w XVI wieku, stanowiąca własność braci Ossowskich. W wieku XVIII przeszła w ręce Szymona Kokoszyńskiego.
3 lipca 1826 roku wieś wykupił od Głównego Banku Berlińskiego Ignacy Pląskowski. Po śmierci ojca w 1833 roku, wieś przeszła w ręce jego synów, Aleksego Aleksandra Alojzego i Eugeniusza Erazma Euzebiusza. Inne źródła podają jako właścicieli Seweryna i Eugeniusza Pląskowskich. W 1835 r. część dóbr została skonfiskowana na rzecz skarbu Królestwa Polskiego, z powodu udziału Eugeniusza w powstaniu listopadowym. W 1837 r. władze odstąpiły od konfiskaty i zwróciły miejscowość Sewerynowi i Eugeniuszowi. W kolejnym roku Trybunał Płocki zarządził wystawienie dóbr Osówka na sprzedaż. 19 czerwca 1838 roku właścicielką Osowa została Agnieszka Pląskowska z Kozłowskich, żona Seweryna Pląskowskiego, który także był synem Ignacego. 3 stycznia 1862 wieś odkupił za cenę 20 tysięcy złotych syn Seweryna, Wiktor Pląskowski.
W 1845 roku z inicjatywy Agnieszki Pląskowskiej do wsi sprowadzono kolonistów niemieckich, którzy zajęli się zagospodarowywaniem mało urodzajnej ziemi. Nadano im prawo wieczystego posiadania 18 włók ziemi, z czego 13 włók stanowiły pola uprawne, a pozostałe 5 lasy. 13 sierpnia 1845 roku ziemię nabyli za cenę 3 tysięcy złotych: Jan Finger, August Werner, Jan Blank, Michał Sonnenberg, Jan Schultz, Marcin Wisdorff i Michał Reska. Całość kwoty spłacili do 21 czerwca 1853 roku. W tym czasie do wsi sprowadzała się coraz liczniejsza społeczność ewangelicka. W 1852 r. 51,5 morgi ziemi w Osówce nabyli małżonkowie Marcin Schewe i Rozyna z Hildenbrantów. W 1863 r. odstąpili tę ziemię swojemu synowi Jakubowi Erdmanowi Schewe. 25 czerwca 1863 roku prawo wieczystego posiadania 4 włók lasów wraz z karczmą i prawem propinacji nabyli Mosiek Migacz i Joel Margulin. Na przełomie XIX i XX wieku we wsi mieszkały tylko 3 polskie rodziny. Pośrodku wsi ulokowano murowany, ewangelicki dom modlitwy, dzielący pomieszczenia ze szkołą elementarną. Przed budynkiem zbudowana była drewniana dzwonnica. Na południowym krańcu wsi zlokalizowano cmentarz, dla ludności wyznania ewangelickiego. Otoczony był kamiennym murem. Pełnił swoje funkcje do stycznia 1945. Następnie padł ofiarą wandali i został zdewastowany. W latach 50., w opuszczonych poniemieckich gospodarstwach osiedlono polskie rodziny.
W latach 1975–1998 miejscowość należała administracyjnie do województwa płockiego.

## Renowacja cmentarza ewangelickiego

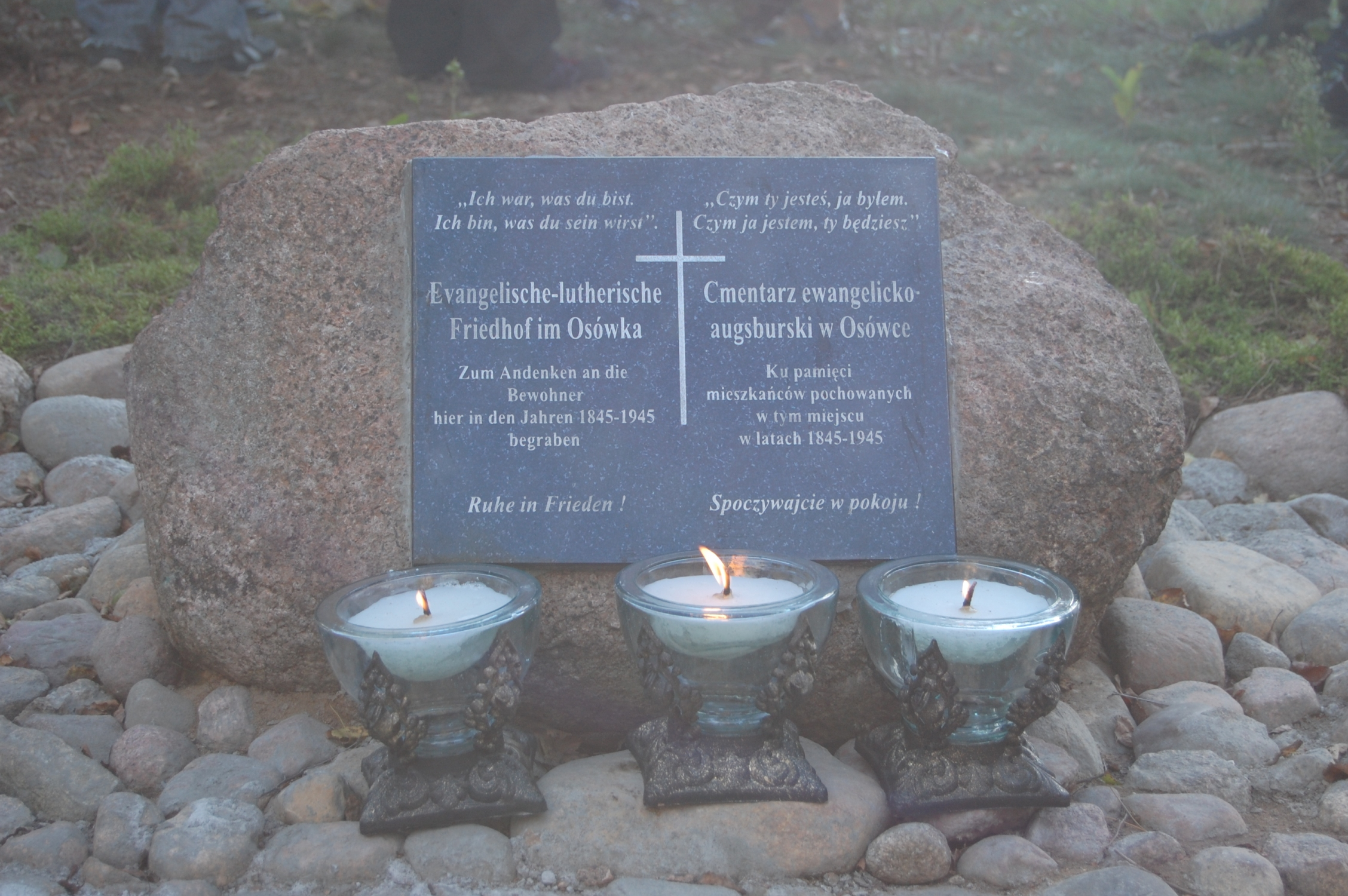
Kamień z tablicą pamiątkową na cmentarzu z 2010 roku

Wiosną 2009 roku młodzież sierpeckich szkół, pod kierownictwem Grupy miłośników historii, działającej przy Liceum Ogólnokształcącym w Sierpcu rozpoczęła projekt renowacji cmentarza. Teren został ogrodzony i oznakowany specjalną tablicą informacyjną. Ustawiony został nowy, drewniany krzyż cmentarny. Oczyszczono i zrekonstruowano prawie 50 nagrobków. Usunięte zostały pokrywające większą część cmentarza krzaki lilaku.
W 2010 roku miał II etap prac na nekropolii. Nieformalna Grupa Historyczna "Ultima Thule" z Sierpca, koordynowana przez Tomasza Kowalskiego, dokończyła prace na cmentarzu. Odnowiono pozostałe nagrobki, a pośrodku cmentarza ulokowano kamień z tablicą pamiątkową, upamiętniającą pochowanych tu ewangelików w latach istnienia kantoratu, tj. 1845–1945. Przy zidentyfikowanych nagrobkach umieszczono nowe, metalowe tablice epitafijne. Pośrodku cmentarza odkryto pod warstwą ziemi i ściółki kwaterę z grobami dzieci. Tę wydzielono niskim płotem i zamontowano dwa krzyże.
Podczas prac natrafiono na XIX-wieczny krzyż cmentarny, który niegdyś stał pośrodku cmentarza. Wyeksponowano go na metalowym postumencie, tuż obok miejsca, gdzie wznosił się na pocz. XX wieku.

## Galeria

Cmentarz ewangelicki
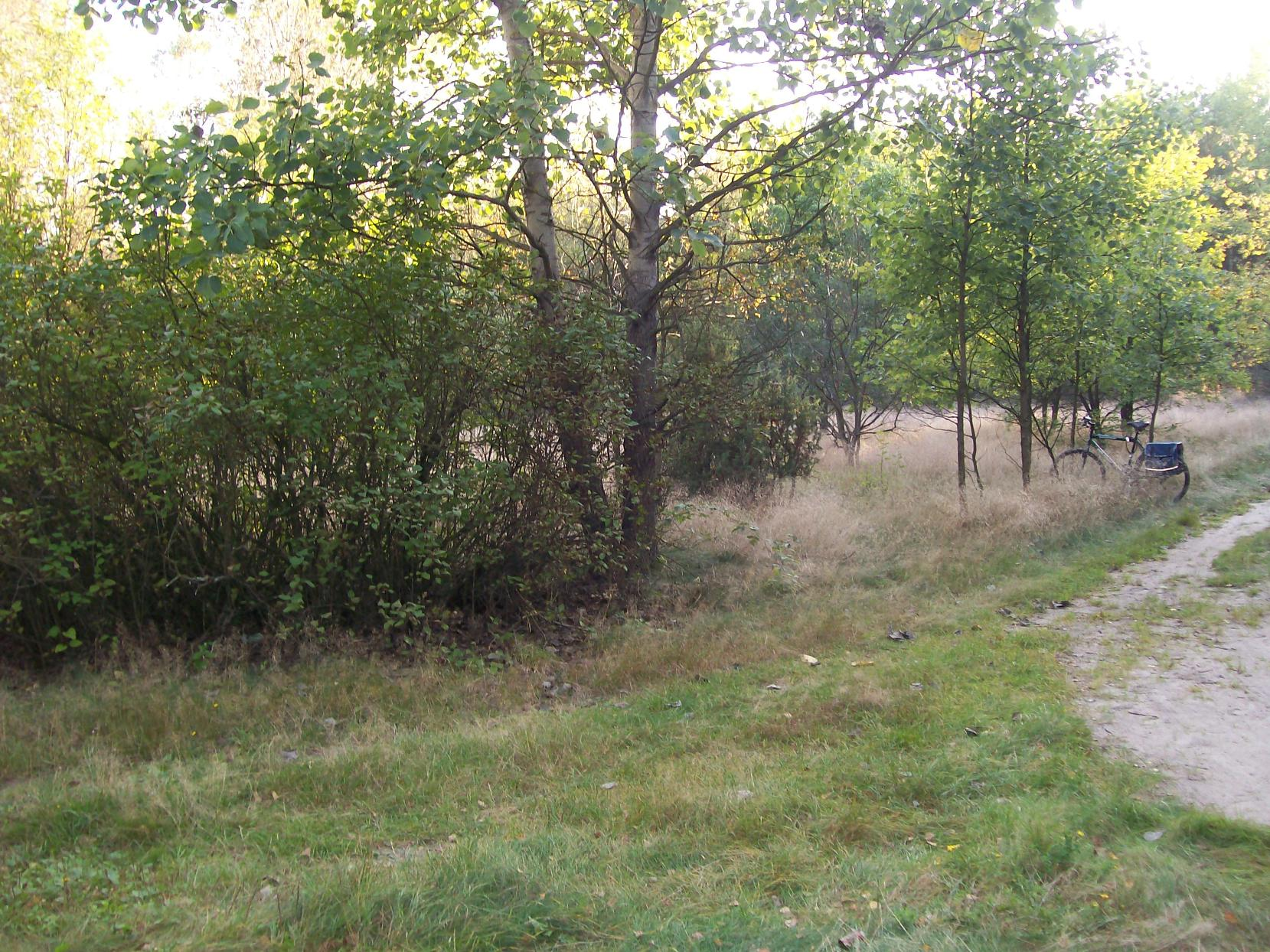
Widok cmentarza (2007 rok)
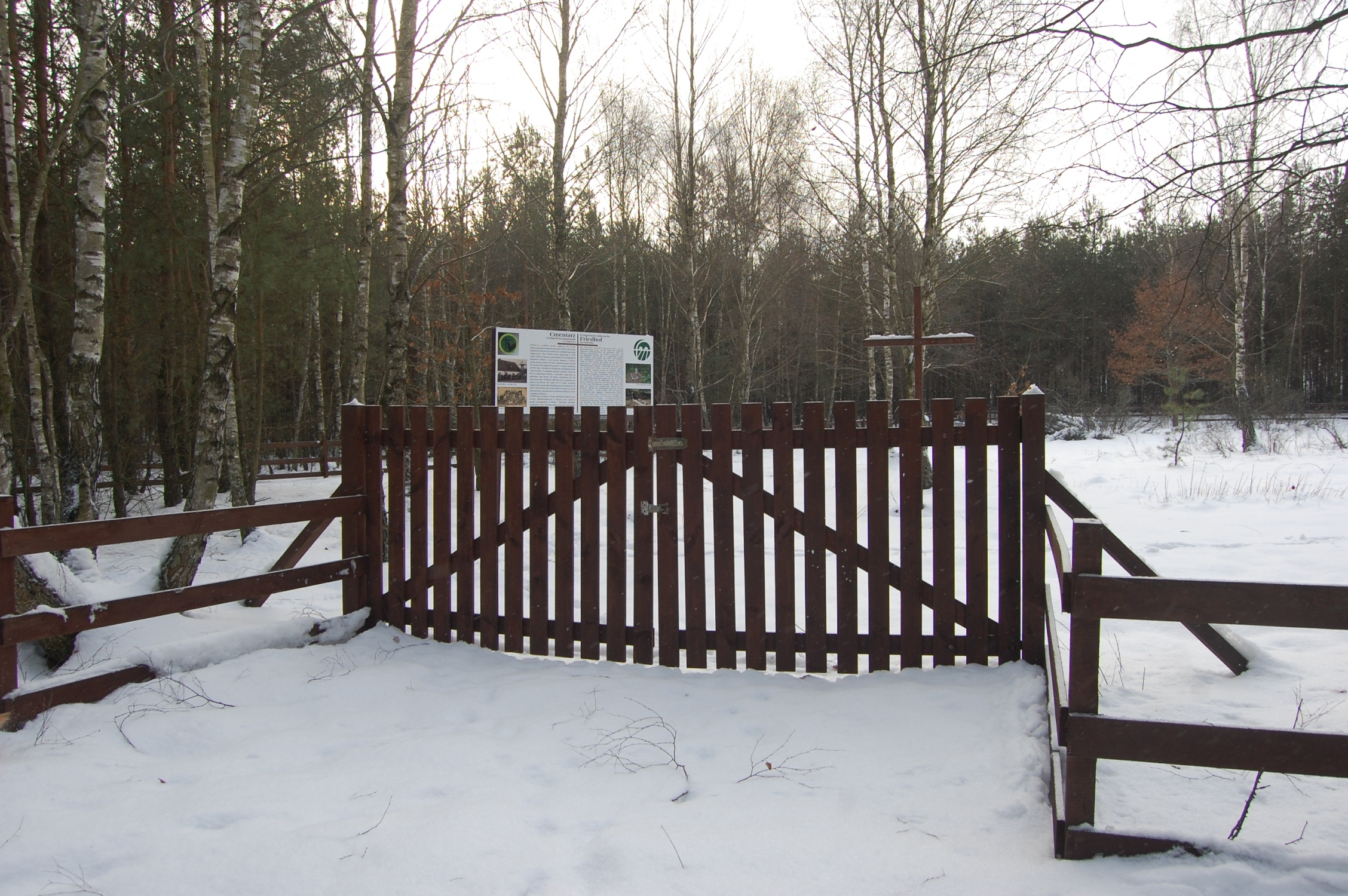
Wejście na cmentarz (2010 rok)
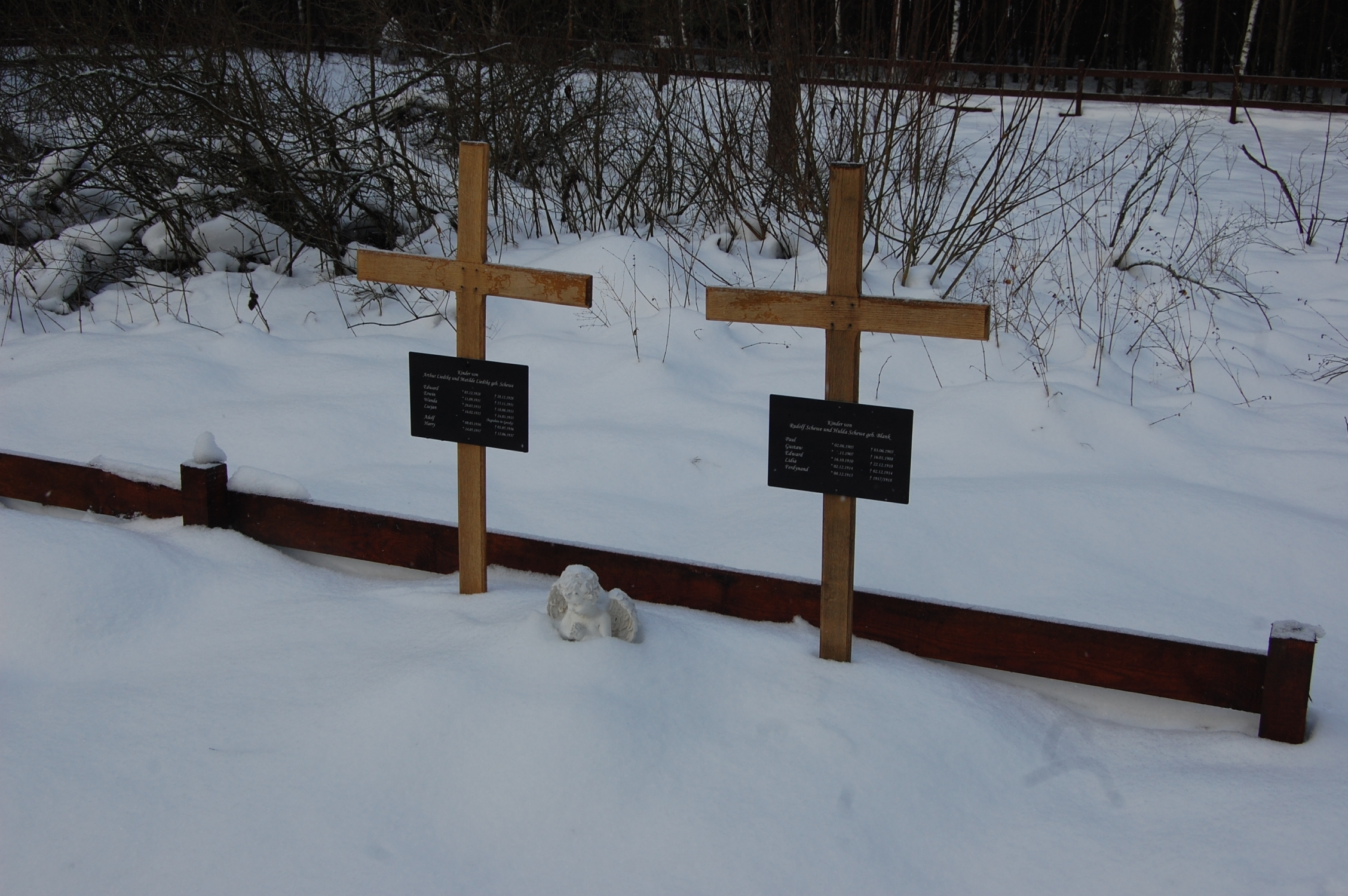
Kwatera dziecięca (2010 rok)
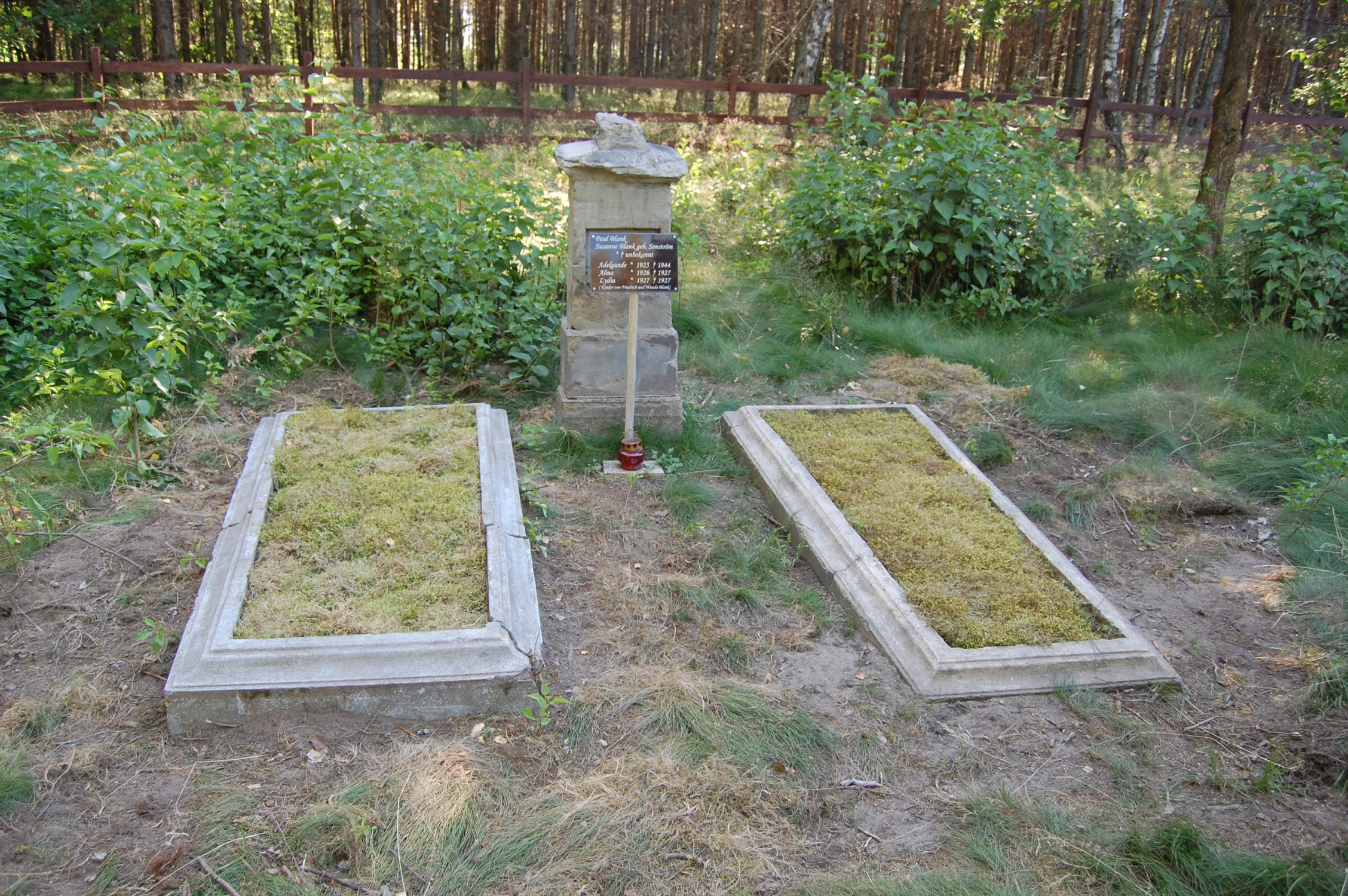
Odnowione nagrobki (2010 rok)